# 摊破浣溪沙
摊破浣溪沙，词牌名。亦称《山花子》、《南唐浣溪沙》。双调四十八字，前阕三平韵，后阕两平韵，一韵到底。后阕开始两句一般要求对仗。

## 词牌格式
中仄中平中仄平，中平中仄仄平平。中仄中平平仄仄，仄平平。

中仄中平平仄仄，中平中仄仄平平。中仄中平平仄仄，仄平平。

## 例词
李璟
菡萏香销翠叶残，西风愁起碧波间。还与容光共憔悴，不堪看。
细雨梦回清漏永，小楼吹彻玉笙寒。簌簌泪珠多少恨，倚栏干。